# دهستان اسفرجان
متغیرهای نامعتبر در {{#coordinates:}} واردشده است.

دهستان اسفرجان نام دهستانی در بخش مرکزی شهرستان شهرضا، استان اصفهان در ایران است. براساس سرشماری مرکز آمار ایران در سال ۱۳۸۵، جمعیت آن ۶۷۶۰ نفر (۱۹۳۴ خانوار) بوده‌است.